# Камбуне
Камбуне (фр. Cambounès) насеље је и општина у јужној Француској у региону Миди Пирене, у департману Тарн која припада префектури Кастр.
По подацима из 2011. године у општини је живело 337 становника, а густина насељености је износила 14,92 становника/km². Општина се простире на површини од 22,58 km². Налази се на средњој надморској висини од 510 метара (максималној 785 m, а минималној 333 m).

## Демографија
| 1962. | 1968. | 1975. | 1982. | 1990. | 1999. | 2011. |
| ----- | ----- | ----- | ----- | ----- | ----- | ----- |
| 375   | 421   | 370   | 355   | 366   | 352   | 337   |

График промене броја становника у току последњих година